# Gregory Walcott
Gregory Walcott (13 de enero de 1928 – 20 de marzo de 2015) fue un actor estadounidense. 

## Biografía
Walcott nació como Bernard Wasdon Mattox en Wendell, Carolina del Norte, el 13 de enero de 1928. Creció en Wilson, Carolina del Norte. Walcott sirvió en el ejército de los Estados Unidos hacia el final de la Segunda Guerra Mundial y la Guerra de Corea. Mientras servía en el Ejército de los EE. UU., Walcott apareció como instructor de ejercicios del Cuerpo Naval en la película Battle Cry (1955), y luego en Mister Roberts (1955), The Outsider (1961), Midway (1976) como Capitán Elliott BuMaster. Apareció en Western Films, comenzando con Red Skies of Montana (1952), Texas Lady (1955). Walcott tenía rollos en muchas series de televisión, incluidas The People’s Choice, Bonanza, Maverick, Frontier Doctor, Wagon Train, The High Chaparral, 26 Men, Sugarfoot (1958), Laramie, The Rifleman, The Tall Man, The Dakotas, Rawhide. Walcott tenía papeles en las películas de Eastwood Joe Kidd (1972), Thunderbolt y Lightfoot (1974), The Eiger Sancion (1975) y todos los que Way But But Loose (1978). Walcott hizo una aparición invitada en Perry Mason como Bill Johnson en el episodio «The Case of the Howling Dog» de 1959. También fue una de las estrellas de una serie de televisión de NBC de 1961-1962, 87º recinto, como detective Roger Havillandand. Walcott tenía papeles invitados en otras series de televisión, como Chips y Dennis the Menace de CBS. También tenía papeles recurrentes en el Dallas y el asesinato originales, escribió, y apareció como Capitán Diggs en la serie de los años setenta Land of the Lost. También hizo una aparición invitada en 1984 en la serie de televisión Alice en el episodio titulada «House Full of Hunnicutts». Hizo un cameo en el Ed Wood Bio-Pic 1994 con Johnny Depp, dirigido por Tim Burton, quien fue el último papel de Walcott. Walcott se casó con Barbara May Watkins y tuvieron un hijo y dos hijas. Estuvieron casados durante 55 años hasta su muerte en 2010. Murió de causas naturales el 20 de marzo de 2015, en su casa en Canoga Park, California, de 87 años.